# 보름스 의회

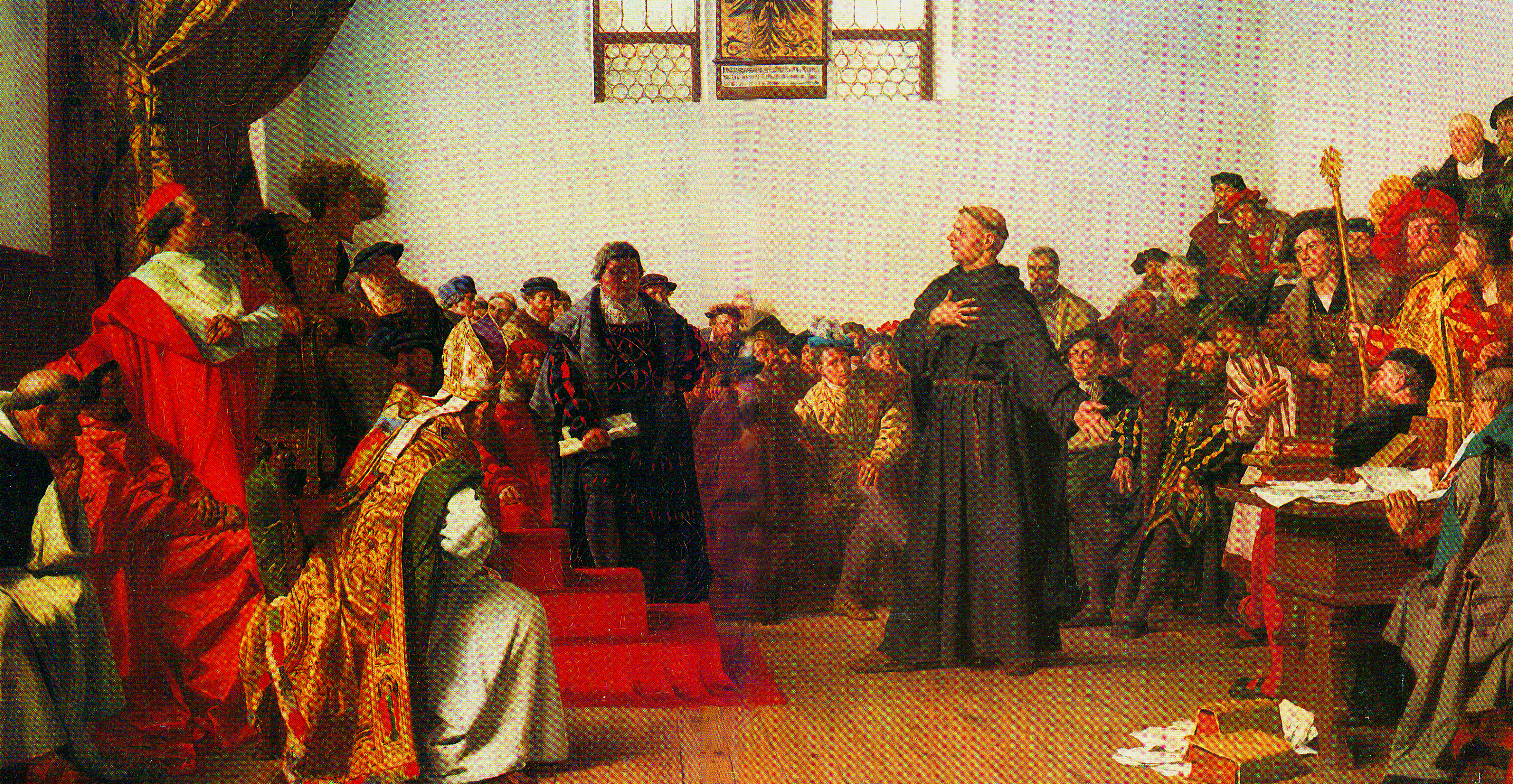
안톤 폰 베르너 작 보름스 의회의 루터,1877

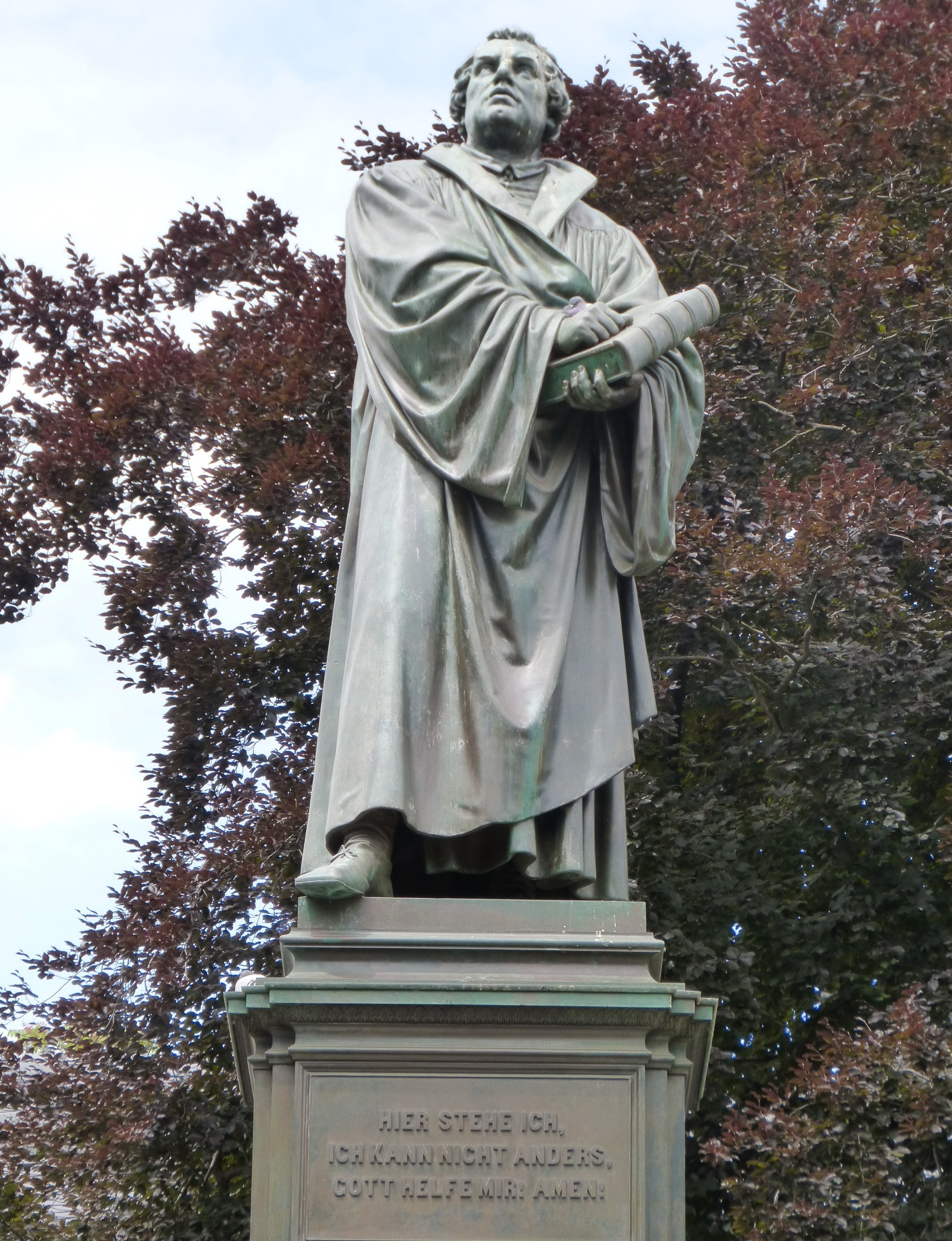
보름스에 있는 루터상

보름스 의회(Diet of Worms, Reichstag zu Worms) 또는 보름스 제국의회는 1521년 3월 신성로마제국 황제 카를 5세가 보름스에서 제국의회를 소집하고 종교 개혁가 마르틴 루터를 소환해 루터의 견해를 심의한 사건을 말한다. 회의록인 『Acta Wormatiensia』에는 루터의 주장과 이에 대한 황제 및 교회의 반응이 상세히 기록되어 있다. 이를 통해 당시 루터의 개혁 사상을 심문하고 제재하려는 의도가 있었음을 확인할 수 있다.

## 배경
1518년 하이델베르크 논쟁과 1519년 라이프치히 논쟁 이후 루터는 독일 국민의 영웅이 되어가고 있었다. 독일인들은 루터의 개혁 사상과 민족주의를 지지하였고, 로마 가톨릭교회에 대한 적대감을 노골적으로 드러내곤 하였다. 비텐베르크 근교에 살던 주민들은 길에서 여행자를 만나면 "당신은 마르틴 편입니까?"라고 물으려 만일 그가 아니라고 대답하면 구타까지 할 정도였다. 루터의 영향력이 확산되자. 로마 가톨릭교회의 교황의 사절 알레안더(Alender)는 카를 5세에게 사람을 보내 종교개혁을 탄압할 것을 요청하였다. 카를 5세는 직접 루터의 견해를 직접 들어보고자 루터를 제국의회에 소환하였다.

## 루터의 참석
카를 5세는 루터의 안전한 통행을 약속하였지만 이미 얀 후스나 윌리엄 틴데일 등 종교 개혁가들이 붙잡힌 즉시 체포되어 고문 당하고 화형을 당한 전례가 있어 루터의 친구들은 루터에게 불참을 권유했다. 특히 프리드리히는 비서 스팔라틴(Spalatin)을 보내어 1415년 콘스탄츠 공의회에서 순교한 얀 후스의 예를 상기시키면서 루터에게 가지 말것을 권하였다. 하지만 루터는 살기 위해 비굴하게 숨는 것보다 죽더라도 자신의 입장을 밝히겠다며 참석을 강행하며 이렇게 말했다.
| “ | 보름스의 지붕 기왓장만큼이나 많은 마귀들이 자리를 잡고 있다고 해도 나는 그곳에 가겠다. | ” |

마침내 4월 2일 비텐베르크를 떠나 4월 16일 보름스에 도착하여 대중들의 열렬한 환영을 받으며 보름스에 도착한다. 때는 점심 시간이었으나, 2,000명이 몰려나와 루터를 숙소로 안내했다. 다음날 새벽 4시 루터는 전령과 제국 원수의 안내를 받아 군중을 피해 황제, 선거후들, 그리고 일부 대의원들이 모여 있는 곳으로 갔다.

## 루터의 답변
보름스에 1521년 4월 16일 도착한 루터는 다음 날 첫 번 청문회에 참석하였다. 의회에는 카를 5세와 독일의 영주들 그리고 여러명의 추기경 등이 참석하였다. 참석자들은 극단적인 교황주의자들, 공정한 심리를 촉구하던 루터 지지자들, 그리고 절충을 통해 문제를 해결하려던 에라스무스 지지자들이 있었다. 에라스무스 지지자들은 루터가 공재설을 포기하고 화체설을 묵인하여 로마 가톨릭교회와 타협할 것을 권하였다. 그러나 루터는 절충안을 받아들이지 않았고 의회는 루터의 신학적 입장을 밝히는 방향으로 나아갔다. 트리에르 대주교의 고문관 에크(Johann Eck, 라이프치히 논쟁 떄의 요한 에크와 다름)는 루터에게 두 가지 질문에 답하도록 물었다.
| “ | 1. 그대의 이름으로 출판된 이 책들을 그대의 것으로 인정하는가? 2. 그대는 이 책들에서 쓴 내용을 철회할 준비가 되어 있는가? | ” |

첫 번 질문에 루터는 자신의 책들이라 시인하고 자신이 쓴 책들이 더 있다고 대답했다. 두 번째 질문에 루터는 하루의 여유를 구했다.
루터는 4월 17일 저녁에 비엔나의 요하네스 큐스피니아누스에게 편지를 쓰면서 그날에 있었던 일과 다음 날 있을 일에 대해 설명하고 있다.
| “ | … 이 순간 나는 황제와 사절들 앞에 서서 철회할 것인가하는 질문을 받았다 … 내일 나는 철회에 대한 답변을 할 것이다. 생각할 시간을 달라는 요청은 받아들여졌지만, 이 하루 이상은 허락이 안될 것이다. 그러나 나는 그리스도께서 내게 은혜를 베풀어 주시는 한 영원히 한 글자도 철회하지 않을 것이다 …. | ” |

다음날(4월 18일) 루터는 황제 앞에서 담대히 대답했다.
| “ | 성서의 증거함과 명백한 이성에 비추어 나의 유죄가 증명되지 않는 이상 나는 교황과 공의회의 권위를 인정하지 않겠습니다. 사실 이 둘은 오류를 범하여 왔고 또 서로 엇갈린 주장을 펴왔습니다. 내 양심은 하나님의 말씀에 사로잡혀 있습니다. 나는 아무것도 철회할 수 없고 또 그럴 생각도 없습니다. 왜냐하면 양심에 반해서 행동하는 것은 안전하지도 못할 뿐만 아니라 현명한 일도 아니기 때문입니다. 하나님이여, 이 몸을 도우소서, 아멘. | ” |

## 의회 결과
루터가 보름스 의회를 떠날 때, 약속대로 독일군이 그를 호위하여 체포되는 것을 막았다. 루터의 영웅적인 행동에 많은 백성들이 찬양하였지만 카를 5세와 로마 가톨릭교회는 루터를 살해하고자 하였다. 살해 음모를 파악한 프리드리히는 4월 24일 병사들을 보내 루터를 은밀하게 아이제나흐 근처의 발트부르크 성에 피신시켰다. 카를 5세는 루터의 단호한 입장에 충격을 받았다. 가톨릭 교도였던 황제는 오랫동안 불편한 관계였던 교황과 화해하기 위해 루터의 종교개혁을 억제하고자 하였다. 그는 5월 26일 '보름스 칙서'를 발표하면서 루터를 정죄하고, 루터의 모든 책을 불사르도록 명하였다. 하지만 당시의 행정체제가 중앙집권적 통치체제가 아니었으므로 루터를 체포 할 수는 없었다.

## 평가
영국의 역사학자 토머스 칼라일은 루터가 보름스 제국의회에 죽음을 무릅쓰고 출두한 일을 유럽 역사상 최대의 장면이며, 보름스 국회에서 자신의 주장을 철회하지 않겠다고 말하는 이 장면을 인류의 근대 역사에서 가장 위대한 순간이라고 평가했다. 또한 지옥 그 자체에 정면으로 도전하고자 했던 루터의 행위는 두려움 없는 최고의 용기가 무엇인지를 보여주고 있다고 평가했다.